# Calonyx ovata
Calonyx ovata är en kvalsterart som beskrevs av Marshall 1931. Calonyx ovata ingår i släktet Calonyx och familjen Protziidae. Inga underarter finns listade.